# Katilina
Lucije Sergije Katilina (Lucius Sergius Catilina, 108. pr.  Kr. - 62. pr. Kr.) bio je rimski političar, najpoznatiji po svom pokušaju da 63. pr. Kr. nasilno sruši Rimsku Republiku, odnosno zavjeri čije je raskrinkavanje opisao Ciceron.

### Životopis
Katilina je rođen u patricijskoj obitelji Sergijevaca (gens Sergia), jednoj od najstarijih i najuglednijih u Rimu. U Katilinino doba, utjecaj Sergijevaca je, međutim, bio značajno opao, tako da je posljednji Sergijevac za konzula izabran još 380. pr. Kr.
Katilina je pozornost na sebe prvi put skrenuo u Savezničkom ratu, istakavši se 89. pr. Kr. kao časnik u vojsci Pompeja Strabona. Kada su 80-tih godina pr. Kr. Rimom zavladali populari, Katilina se nakratko povukao iz politike. Kada je Sula drugi put marširao na Rim, Katilina se pridružio optimatima. 70-tih godina pr. Kr. je služio u provincijama, a pozornost javnosti je ponovno privukao godine 73. pr. Kr. kada je optužen za ljubavnu vezu s vestalskom djevicom po imenu Fabija. Katilina je oslobođen optužbe nakon što je vođa optimata, Kvint Lutacije Katul, svjedočio u njegovu korist.
Godine 68. pr. Kr. je izabran za pretora, a potom je dvije godine služio u Africi. Pri povratku se natjecao za konzula, ali mu je tadašnji konzul Lucije Volkacije Tul poništio kandidaturu zbog optužbi za pronevjeru od strane provincijske delegacije. Katilina je sljedeće godine oslobođen optužbi na suđenju gdje ga je branio konzul Lucije Manlije Torkvat.

### Prva Katilinina urota
Iako je Torkvat pomogao Katilini, on je, prema Ciceronu, trebao godine 65. pr. Kr. postati metom zavjere čiji je član bio i Katilina. Nju su pokrenuli Publije Autronije Pet i Publije Kornelije Sula, izabrani za konzule godine 66. pr. Kr. Međutim, prije nego što su 1. siječnja 65. pr. Kr. trebali preuzeti dužnost, optuženi su, a kasnije i osuđenni za ambitus, odnosno izbornu prevaru na osnovu Lex Calpurni-a. Konzulski mandati su im oduzeti i predani Torkvatu i Luciju Aureliju Koti. Autronije i Sula se s time nisu htjeli pomiriti nego su planirali da na početku godine ubiju novopostavljene konzule i njihove pristaše u Senatu te preuzmu konzulska mjesta. Zavjera je propala, navodno zato što je Katilina u posljednji trenutak odustao. Većina povjesničara je skeptična prema Ciceronovim tvrdnjama, te smatra vjerojatnijim Svetonijeve da su iza te urote stajali Marko Licinije Kras i mladi Julije Cezar, a Ciceronove tvrdnje objašnjava time da je nastojao što više ocrniti svog glavnog neprijatelja.

### Izbori za konzula
Katilina se godine 64. pr. Kr. ponovno natjecao za konzula, zajedno sa svojim saveznikom Gajem Antonijem Hibridom. Hibrida je izabran, ali ne i Katilina, koga je porazio Ciceron. Povjesničari smatraju da je glavni razlog za to bilo Katilinino skretanje prema stranci populara, odnosno izborni program koji je predviđao radikalne socijalne reforme na štetu aristokracije. To se prije svega odnosilo na plan da se proglasi sveopći moratorij na dugove siromašnih građana. Zbog toga je većina senatora stala na Ciceronovu stranu.
Iste je godine ponovno doveden na sud, a optužbe su se ticale njegove uloge u Sulinim proskripcijama krajem 80-tih godina pr. Kr., odnosno tvrdnji da je likvidirao vlastitog šurjaka Marka Marija Gratidijana i niz tadašnjih uglednika kako bi se dočepao njihove imovine, te tom prigodom naknadno dodao njihova imena na Sulin popis za likvidaciju. Katilina je ponovno bio oslobođen, a što se tumači time da je Julije Cezar predsjedao sudom.
Katilina se ponovno za konzula natjecao 63. pr. Kr. međutim, i tada su ga porazili Decim Junije Silan i Lucije Licinije Murena. Vjeruje se da je Katilina tada potrošio ne samo svoj politički kapital, nego i sebe doveo u financijski bezizlaznu situaciju, s obzirom na to da su sve njegove kampanje bile financirane na dug. Te je dugove mogao vratiti samo kada bi došao na vlast, a što više nije bilo moguće legalnim sredstvima. Zato je Katilina, prema tumačenju povjesničara, odlučio vlast preuzeti ilegalnim putem, odnosno državnim udarom.

### Druga Katilinina urota
Kada se Katilina odlučio za državni udar, za svoj plan je našao relativno veliki broj pristaša, i to uglavnom političara koji su se iz različitih razloga osjećali zapostavljenima i marginaliziranima, odnosno čije je ambicije suzbijao tadašnja rimska uspostava. Među urotnicima se tako našao i bivši konzul Publije Kornelije Lentul Sura, izbačen iz Senata zbog sklonosti razvratu, ali i mladi Gaj Ceteg. Mnogi od urotnika su, kao i Katilina, imali financijske probleme. S druge strane je urota mogla računati i na podršku u širokim slojevima stanovništva, pogotovo među siromašnim građanima, ali i nekadašnjim Sulinim veteranima koji su u prethodnim godinama izgubili sve bogatstvo stečeno u ratovima, te sanjali o "novom Suli" koji će ih voditi na Rim.
Katilinin plan je predviđao stvaranje vojske koja će marširati na Rim. U tu je svrhu u Etruriju poslao Gaja Manlija, centuriona iz nekadašnje Suline vojske. Isto tako je poslao i niz agenata po talijanskim gradovima da dižu ustanke, uključujući ustanak robova u Capui. Urotnici su, pak, kao ključnu akciju planirali atentate na vodeće senatore i podmetanje požara širom grada; nakon toga bi se spojili s Manlijevom vojskom koja bi umarširala i "zavela red", tj. dovela ih na vlast.
Akcija je bila planirana za 7. studenog 63. pr. Kr. ali je jedan od urotnika, senator Kvint Kurije, odlučio o svemu upozoriti konzula Cicerona preko svoje ljubavnice Fulvije. Čuvši za to, Ciceron je sazvao sjednicu Senata okruživši ga naoružanim čuvarima. Na sjednicu je, na opće iznenađenje, došao i sam Katilina, odbacivši sve optužbe. Na kraju je izjavio da neće čekati suđenje po Ciceronovim optužbama, nego da će otići u dragovoljni egzil u Marseilleu. U stvarnosti, Katilina je odlučio da se priključi Manlijevoj vojsci u Etruriji.
U međuvremenu su Sura i preostali urotnici u Rimu odlučili stupiti u kontakt s galskim plemenom Alobrožana, ponudivši im slobodu od rimske vlasti i druge povlastice, ako bi se pristali kao najamnička vojska priključiti urotnicima. Alobrožani su, međutim, o svemu izvijestili Cicerona koji ih je potakao da s urotnicima započnu kompromitirajuću korespondenciju. Pisma su presretnuta te ih je na sljedećem sastanku Senata Ciceron pročitao. Pet urotnika je uhićeno, te ih je Ciceron, usprkos protesta Julija Cezara koji je tražio doživotni zatvor, doveo u Tulijanum, te 5. prosinca 63. pr. Kr. dao pogubiti davljenjem.
Vijest o pogubljenju je demoralizirala Katilinine pristaše diljem Italije, kao i njegovu vojsku, koja je s oko 10.000 spala na 3.000 ljudi. Katilina je mjesec dana manevrirao u sjevernoj Italiji našavši se između Kvinta Cecilija Metela Celera, čije su legije blokirale put prema Galiji, te Antonija Hibride koji mu je blokirao put prema Rimu. Na kraju se odlučio napasti potonjeg, dijelom uvjeren da je ta vojska slabija, a dijelom da će Hibrida možda prijeći na njegovu stranu. To se nije dogodilo, a umjesto toga je Katilina vojska razbijena 5. siječnja 62. pr. Kr. u bitci kod Pistorije. Sam Katilina se, prema navodima povjesničara, usprkos beznandne situacije hrabro borio u prvim redovima te tako poginuo.

## Vanjske poveznice
- Description of Catiline and the Conspiracy  Arhivirana inačica izvorne stranice od 18. siječnja 2012. (Wayback Machine)